# Guerry et Bourguignon
Guerry et Bourguignon est un constructeur automobile français.

## Production

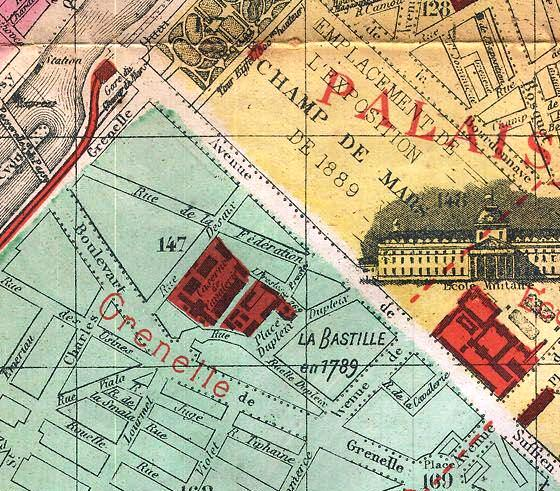
Boulevard de Grenelle.

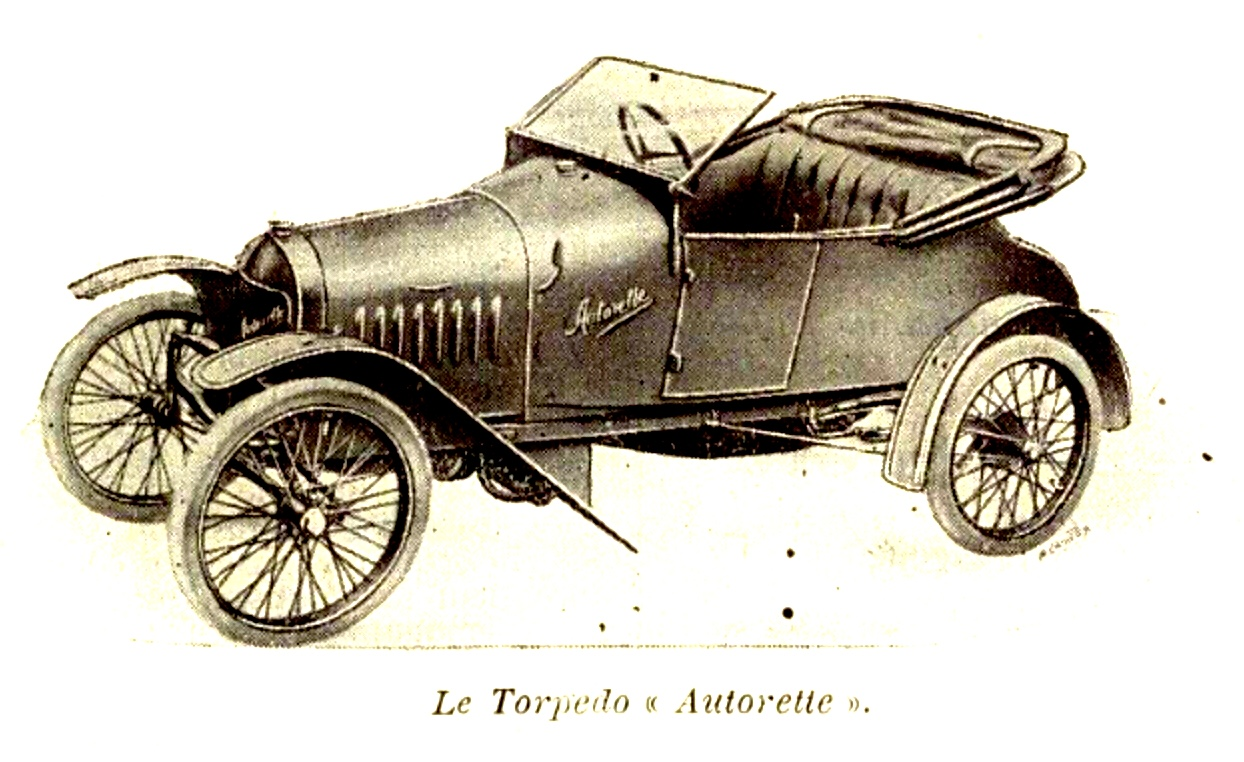
Autorette Torpedo (1914).

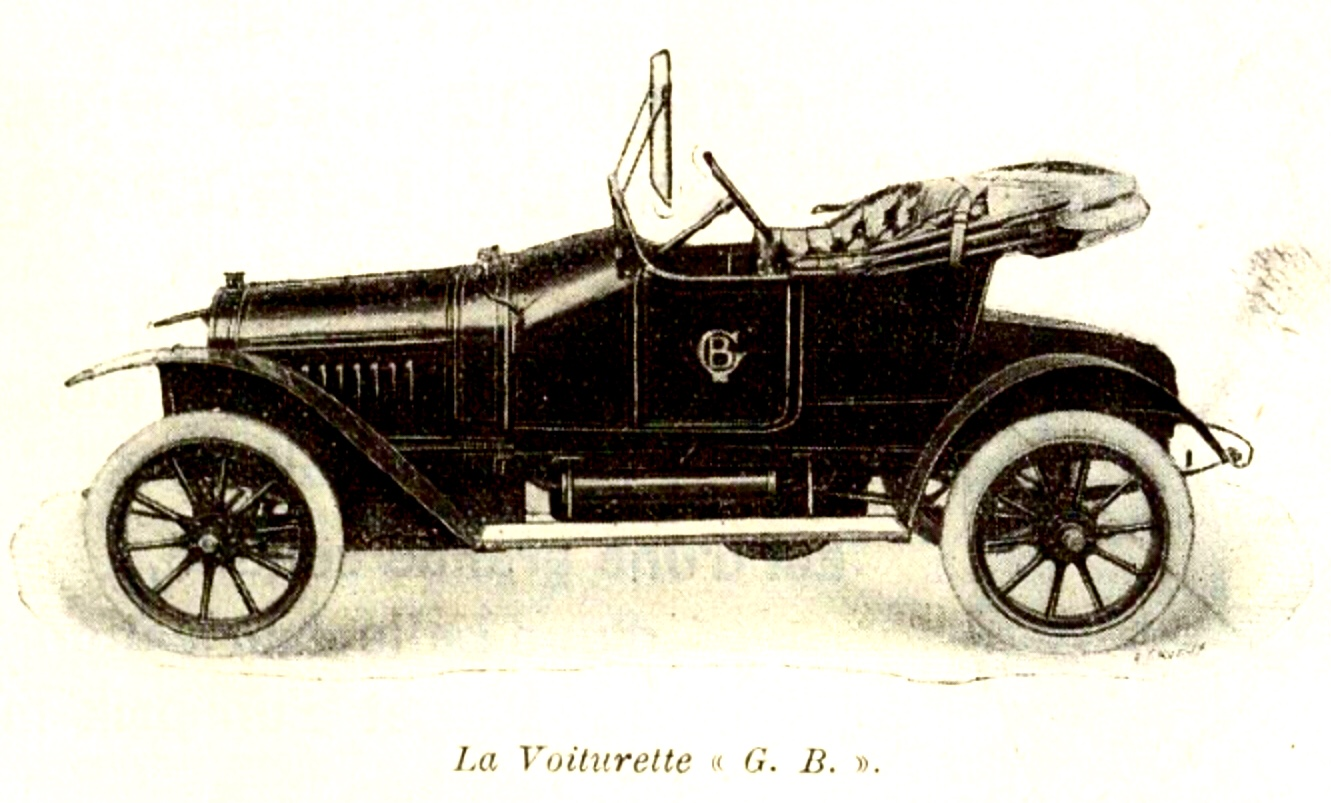
Autorette Voiturette (1914).

Guerry et Bourguignon était un fabricant français de voitures, de bicyclettes, de motos et d’automobiles.
L’entreprise a commencé à construire des calèches en 1868. Le siège social de l’entreprise est situé au numéro 116 du boulevard de Grenelle à Paris. En 1894, la production de bicyclettes et de motos commence. À partir de 1901, la production de véhicules à moteur à trois roues a suivi. En 1902, une noble automobile à quatre roues a été créée, qui a été présentée au Salon de l’automobile de Paris. Entre 1913 et 1914, de petits véhicules ont été produits sous la marque « Autorette ». Ces véhicules étaient disponibles avec des moteurs à deux cylindres et des moteurs G4 à quatre cylindres. Celui-ci avait une cylindrée de 903 cm3 avec un alésage de 55 mm et une course de 95 mm. Le prix du véhicule bicylindre était de 2 650 francs. Le prix du véhicule à quatre cylindres était de 3 000 francs. La vitesse de pointe était donc de 75 km/h. La puissance du moteur atteignait 12 ch à 3000 tr/min. La production s’est arrêtée en 1914 en raison de la Première Guerre mondiale et, pour autant que l’on sache, n’a pas repris par la suite. L’entreprise a arrêté toute la production en 1923.